# 三上輝房
三上 輝房（みかみ てるふさ）は、戦国時代の人物で、因幡国巨濃郡岩井庄の三上氏の当主。室町幕府の奉公衆。輝の字は、将軍・足利義輝の偏諱と思われる。

## 生涯
元は伯耆山名氏の一族・日野山名家の山名摂津守の息子であり、こ不二郎と名乗っていたが、天文10年（1541年）6月29日に三上経実が道竹城合戦で戦死したため、生前に経実と親交のあった大舘尚氏らの支援により養子として経実の跡を相続した。
永禄6年（1563年）5月の「光源院殿御代当参衆并足軽以下衆覚」には幕府奉公衆、五番衆としても見え、三上氏の伝統である兵庫頭を名乗り、これも伝統である五番衆として登場している。また、9年後の元亀3年（1572年）3月22日にも幕府衆の一員として確認されている。（『兼見卿記』）